# Keszthelyi Rudolf
Keszthelyi Rudolf (Pécs, 1935. március 29. – 2024. május 6.) magyar tornász, edző, sportvezető.

## Pályafutása
Keszthelyi Konrád és Dombi Katalin gyermekeként született. 1953-ban a kiskunfélegyházi Petőfi Sándor Gimnáziumban érettségizett. 1957-ben a Testnevelési Főiskolán testnevelő tanári oklevelet szerzett.

### Tornászként
1948 és 1950 között a Pécsi EAC, 1952 és 1953 között a Kiskunfélegyházi Vasas, 1953 és 1956 között a TF Haladás, 1957 és 1962 között a Budapesti Honvéd tornásza volt. Edzői Söjtör József, Harmath József és Sántha Lajos voltak. 1958 és 1962 között a válogatott keret tagja volt. Hatszoros magyar bajnok.

### Edzőként
1956 és 1957 között a Ganz-Mávag ifjúsági, 1961 és 1964 között a Budapesti Honvéd női, 1962 és 1966 között a XIV. kerületi Sportiskola ifjúsági férfi, 1968 és 1972 között a Vasas Ikarus női és 1973 és 1985 között a Postás SE női csapatának edzője volt. Tanítványai közül Orosz Margit magyar bajnok lett.

### Sportvezetőként
1968-tól a Magyar Torna Szövetség (MOTESZ) Versenyrendezési Bizottságának a tagja volt. 1983-ban a budapesti tornász világbajnokság rendezőbizottságának vezetője volt. 1988 és 1990 között a Budapesti Diáksport Tanács intézőbizottságának tagja, 1988-tól ugyanitt a XVI. Kerületi Diáksport Bizottság elnöke volt. 1988 és 1989 között a Magyar Diáksport Szövetség munkabizottságának a tagja volt. 1990-től a MOTESZ Iskolai Bizottságának az elnöke volt.

### Tanárként
1960-tól 1993-ig a budapesti Corvin Mátyás szakközépiskola testneveléstanára volt. Tanítványai szertornában több alkalommal megnyerték a középiskolák Budapest és országos csapatbajnokságát. 1992-től a magyar Testnevelési Egyetem tanítási gyakorlatok vezető tanára volt.

## Díjai, elismerései
- A testnevelés és sport érdemes dolgozója (1966)
- A Testnevelés és sport kiváló dolgozója (1970)
- Kiváló Munkáért (1981)
- Ifjúsági Díj (1984)
- Testnevelés és Diáksport fejlesztéséért  emlékplakett (1986)[3]
- Sportérdemérem ezüst fokozata (1989)

## Művei
- Testnevelő tanári kézikönyv (társszerző)

## Sikerei, díjai

### Tornászként
- Olimpiai játékok
  - 12.: 1960, Róma (összetett, csapat)
- Világbajnokság
  - 12.: 1962, Prága (összetett, csapat)
- Magyar bajnokság
  - összetett, egyéni
    - bajnok: 1958
    - 2.: 1961
    - 3.: 1960

  - csapat
    - bajnok: 1958, 1959, 1960

  - gyűrű
    - 3.: 1960

  - korlát
    - bajnok: 1957
    - 2.: 1960

  - lólengés
    - 2.: 1962
    - 3.: 1958, 1961

  - nyújtó
    - bajnok: 1957
    - 2.: 1961
    - 3.: 1960

  - talaj
    - 2.: 1957, 1960, 1961, 1962
    - 3.: 1958